# Alexandra Arcari Gimdal
Alexandra Arcari Gimdal, född 29 juli 1977 i Göteborg, är en svensk producent och regissör av kortfilm och dokumentärfilm.

## Filmografi
| År   | Film             | Noteringar                          |
| ---- | ---------------- | ----------------------------------- |
| 2004 | Majblomma        | Producent                           |
| 2005 | Amore            | Regi Producent Foto Klippning       |
| 2005 | En kille som jag | Producent                           |
| 2005 | Utväg            | Producent                           |
| 2006 | A.M.             | Producent Roll                      |
| 2007 | Namaste          | Regi Manus Producent Klippning Roll |
| 2011 | In Every Moment  | Regi Manus Producent Foto Klippning |
| 2011 | Tysta leken      | Produktionskoordinator              |
| 2012 | Prins Filip      | Regi Manus Producent                |

Källa: